# Louzes
Louzes és un municipi francès situat al departament del Sarthe i a la regió de País del Loira. L'any 2007 tenia 104 habitants.

## Demografia
El 2007 la població de fet de Louzes era de 104 persones. Hi havia 52 famílies de les quals 16 eren unipersonals (4 homes vivint sols i 12 dones vivint soles), 16 parelles sense fills, 16 parelles amb fills i 4 famílies monoparentals amb fills. La població ha evolucionat segons el següent gràfic:
Habitants censats

### Habitatges
El 2007 hi havia 74 habitatges, 51 eren l'habitatge principal de la família, 16 eren segones residències i 7 estaven desocupats. 72 eren cases i 2 eren apartaments. Dels 51 habitatges principals, 44 estaven ocupats pels seus propietaris, 7 estaven llogats i ocupats pels llogaters i 1 estava cedit a títol gratuït; 4 tenien dues cambres, 12 en tenien tres, 17 en tenien quatre i 19 en tenien cinc o més. 44 habitatges disposaven pel capbaix d'una plaça de pàrquing. A 27 habitatges hi havia un automòbil i a 22 n'hi havia dos o més.

### Piràmide de població
La piràmide de població per edats i sexe el 2009 era:
| Homes | Edats   | Dones |
| ----- | ------- | ----- |
| 0     | 95 o +  | 0     |
| 0     | 90 a 94 | 0     |
| 4     | 85 a 89 | 4     |
| 0     | 80 a 84 | 8     |
| 4     | 75 a 79 | 4     |
| 12    | 70 a 74 | 8     |
| 0     | 65 a 69 | 4     |
| 4     | 60 a 64 | 8     |
| 4     | 55 a 59 | 0     |
| 0     | 50 a 54 | 4     |
| 8     | 45 a 49 | 4     |
| 12    | 40 a 44 | 4     |
| 0     | 35 a 39 | 4     |
| 0     | 30 a 34 | 4     |
| 0     | 25 a 29 | 0     |
| 4     | 20 a 24 | 4     |
| 8     | 15 a 19 | 4     |
| 8     | 10 a 14 | 0     |
| 0     | 5 a 9   | 0     |
| 0     | 0 a 4   | 0     |

## Economia
El 2007 la població en edat de treballar era de 62 persones, 51 eren actives i 11 eren inactives. De les 51 persones actives 47 estaven ocupades (25 homes i 22 dones) i 4 estaven aturades (2 homes i 2 dones). De les 11 persones inactives 5 estaven jubilades, 1 estava estudiant i 5 estaven classificades com a «altres inactius».
El 2009 a Louzes hi havia 50 unitats fiscals que integraven 106 persones, la mediana anual d'ingressos fiscals per persona era de 16.594 €.

### Activitats econòmiques
Dels 2 establiments que hi havia el 2007, 1 era d'una empresa de fabricació d'altres productes industrials i 1 d'una empresa de comerç i reparació d'automòbils. L'únic servei als particulars que hi havia el 2009 era un taller de reparació d'automòbils i de material agrícola. L'any 2000 a Louzes hi havia 6 explotacions agrícoles.

## Poblacions més properes
El següent diagrama mostra les poblacions més properes.